# Üner Erimer
Üner Erimer (1933 – 3 febbraio 2025) è stato un cestista e allenatore di pallacanestro turco.

## Biografia
Con la Turchia disputò due edizioni dei Campionati europei (1955, 1957).
Erimer è morto il 3 febbraio 2025. 

## Carriera

### Club
Cresciuto nel settore giovanile del Galatasaray, ha esordito in prima squadra nel 1953, vestendo la maglia del club fino al 1961. Dopo una breve pausa, è tornato a giocare per il Galatasaray anche nella stagione 1962-1963.

### Nazionale
Ha fatto parte della nazionale turca tra il 1955 e il 1957, partecipando a diverse competizioni internazionali.

### Allenatore
Nel 1962 ha ricoperto anche il ruolo di allenatore del Galatasaray.

## Palmarès

### Giocatore
- Campionato turco: 5

Galatasaray: 1953, 1955, 1956, 1960, 1963

### Allenatore
- Campionato turco: 1

Galatasaray: 1963